# ГЕС Svarthålsforsen
ГЕС Svarthålsforsen — гідроелектростанція у центральній частині Швеції. Розташована між ГЕС Hammarforsen (вище за течією) та ГЕС Stadsforsen, входить до складу каскаду на одній з найважливіших річок країни Індальсельвен (знаходиться на ділянці її нижньої течії після виходу з озера Стуршен).
Будівництво станції розпочали у 1949-му та завершили у 1954 році. У межах проекту річку перекрили греблею висотою 36 метрів. Інтегрований у неї машинний зал обладнали трьома турбінами типу Каплан потужністю по 24 МВт, а станом на середину 2010-х років загальну потужність ГЕС збільшили до 80 МВт.
Наразі обладнання станції, що працює при напорі у 14,5 метра, здатне виробляти 444 млн кВт-год електроенергії на рік.
У середині 2010-х років розпочали проект з відновлення двох гідроагрегатів, для чого залучили чеську компанію ČKD Blansko.